# Mathos
Pour les articles homonymes, voir Mathon.
Mathos ou Matho (en grec ancien Μάθως, date de naissance inconnue, mort en 237 av. J.-C.) est un mercenaire numide. Il est connu pour son rôle durant la guerre des Mercenaires qui oppose la cité nord-africaine de Carthage aux mercenaires révoltés qui réclament le paiement de leurs services rendus durant la première guerre punique.

## Biographie
La seule source antique détaillée sur la vie de Mathos est le livre I des Histoires, ouvrage de l'historien grec Polybe, qui relate la guerre des Mercenaires. Le chef libyen y est appelé d'un nom grec, Mathos. Certains savants spécialisés dans la civilisation carthaginoise supposent que son nom pourrait avoir été Mattan.
Originaire de Libye (nom antique de l'Afrique du Nord), Mathos combat en Sicile durant la première guerre punique. Orateur puissant et influent, il se fait le principal chef de guerre des mercenaires lors de la guerre opposant ceux-ci à Carthage. Selon Polybe, il incite au supplice de Giscon, chargé de la médiation des parties. Dès l’insurrection, Mathos cherche à se concilier les villes africaines de l’intérieur, ce qui, grâce à ses origines libyennes, réussit en partie : des milliers d’Africains rejoignent la cause des mercenaires. Il décide ensuite d’assiéger Hippo Acra après s’être emparé de Tunis, et celle-ci fait rapidement alliance avec eux (239 av. J.-C.). Il part ensuite bloquer la cité de Carthage elle-même et installe son poste de commandement à Tunis. C’est là en 238 av. J.-C., qu’il est bientôt assiégé par Hamilcar Barca. Audacieux, il brise le siège en défaisant le corps auxiliaire du général Hannibal, exécute celui-ci en le faisant crucifier et s’enfuit de la ville avec ses troupes. En 237 av. J.-C., après une guérilla sanguinaire qui épuise peu à peu ses hommes, sans aucune aide extérieure désormais, Mathos se résout à en finir en 237 av. J.-C. lors d’une bataille rangée vers Leptis Parva : il est finalement vaincu grâce à l'aide apportée par un prince Numide, Naravas. Capturé par les Puniques après la bataille, il meurt dans les pires tourments à Carthage la même année.

## Postérité après l'Antiquité
Mathos est l'un des principaux personnages du roman historique Salammbô de l'écrivain français Gustave Flaubert, paru en 1862, qui est une version romancée de la guerre des Mercenaires. Le nom du chef libyen y est modifié légèrement pour devenir « Mâtho ». Mâtho rencontre Salammbô, personnage imaginaire, fille du suffète Hamilcar Barca, et il en tombe désespérément amoureux. Cette intrigue amoureuse est entrelacée aux exploits guerriers de Mâtho. Le roman de Flaubert a lui-même connu une abondante postérité et plusieurs adaptations sur des supports variés.